# Dejan Marijanovič
Dejan Marijanovič (San Pietro-Vertoiba, 2 gennaio 1987) è un calciatore sloveno, attaccante attualmente svincolato.

Ha militato nei campionati sloveni ed in quelli minori in Italia. In carriera vanta 42 presenze e 5 reti nella massima serie slovena con Gorica, Koper e Primorje.

## Carriera
Nel luglio 2017, Marijanovič passa alla Clodiense, in Serie D. Nell'anno seguente è andato al Chions, prima di passare (nell'estate 2019) al Brian Lignano, questi ultimi, ambedue club di Eccellenza Friuli-Venezia Giulia.